# Лесли, Альфред
Альфред Лесли (англ. Alfred Leslie; 29 октября 1927[…], Нью-Йорк, Нью-Йорк — 27 января 2023, Бруклин, Нью-Йорк) — американский художник и кинорежиссёр. Сначала он добился успеха как абстрактный экспрессионист, но изменил свой стиль в начале 1960-х годов и стал работать в направлении фигуративного реализма.

## Биография
Альфред Лесли родился 29 октября 1927 года в Нью-Йорке.
После службы в Береговой охране США в конце Второй мировой войны он изучал искусство в Нью-Йоркском университете, Лиге студентов-художников Нью-Йорка и Институте Пратта. Будучи культуристом Лесли позировал Реджинальду Маршу и другим художникам, в том числе выступая в роли натурщика в Лиге студентов-художников Нью-Йорка и Институте Пратта. Предвосхищая ситуационистское высвобождение его фильм 1949 года «Волшебное мышление» (Magic Thinking) вобрал в себя чёрно-белые мультфильмы, домашние видео, учебные фильмы GI, рекламные ролики, кадры стриптиза и старые художественные фильмы.
Чтобы раздобыть 250 долларов, требуемых галереей Тибора де Надя для проведения там его выставки в 1952 году, Лесли принял участие в телеигре Strike It Rich и выиграл там необходимый денежный приз. На его выставке 1952 года демонстрировалась его «Простынная картина», размером 3,6 на 4,9 метров, представлявшая собой чёрное полотно с обшарпанной поверхностью и белой полосой, написанную на нерастянутом холсте. В 1950-х годах Лесли делал скульптуры, используя, казалось бы, второстепенные материалы, такие как водоизоляционная лента, скобки, прокладки, гвозди, краска для дома. Предвосхищая скульптуры Джона Чемберлена, созданные из переработанных автомобилей, Лесли делал художественные работы, собранные из автомобильных деталей. В 1955 году коллекционер подарил ему камеру Polaroid, которой Лесли сделал сотни подобных полицейским снимков, из которых сохранились только фотографии Сэма Фрэнсиса и Ала Хелда.
Лесли пригласили принять участие в выставке «Art in Motion», проходившей в стокгольмском Музее современного искусства в 1961 году, куратором которой был Понтус Хультен, где он представил свою работу «Джолли», комплект с ингредиентами для изготовления надувной скульптуры. Предвосхищая «Облако» Энди Уорхола (1966) он придумал арт-объект, в котором массивный метеозонд подвешивал кирпич над надувным бассейном. В 1962 году, получив признание как абстрактный экспрессионист второго поколения, Лесли резко изменил свой стиль. Его новые работы были реалистическими фигуративными картинами, выполненными в технике гризайль.
17 октября 1966 года почти все монохромные картины Лесли были уничтожены в пожаре. Вскоре после этого Лесли начал использовать цвет в своих картинах, которые активно выставлялись. Персональные выставки Лесли проходили в Музее изящных искусств (1976), вашингтонском Музее Хиршхорн и саде скульптур Смитсоновского института (1976—1977), чикагском Музее современного искусства (1977), канзасском Художественном музее Уичито (1984), флоридском Музее искусств Бока-Рато (1989) и Сент-Луисском художественном музее (1991).
Лесли включён в «Золотой список» или «Золотой список лучших художников современности» — израильскую художественную премию, организованную тель-авивским художественным изданием Art Market Magazine с 2017 года.
Умер 27 января 2023 года в Бруклине.